# نادي يوفنس/دوغانا
نادي يوفنس/دوغانا لكرة القدم (Associazione Calcio Juvenes/Dogana) هو نادي كرة قدم من سان مارينو، تأسس سنة 2000.